# Премия Копэ
Премия Копэ (исп. Premio Copé) — главная литературная премия Перу, присуждаемая в категориях «роман», «рассказ», «поэзия» и «эссе». Учреждена государственным концентром Петроперу (Petróleos del Perú). Присуждается с 1979 года. Помимо денежных премий и дипломов, лауреаты получают кубки победителей (золото, серебро и бронза), а финалисты — почетные дипломы. Победителями конкурса, как правило, становятся начинающие литераторы из Перу, некоторые из которых приобретают международную славу, как Иван Тайс или Фернандо Ивасаки — соответственно финалист и победитель конкурса в категории «рассказ» 1998 года. Произведения, получившие Премии Копе в категории «роман» и «эссе», выходят отдельными изданиями, в то время как рассказы и поэтические произведения финалистов издаются в виде сборников.
Один из наиболее известных литературных критиков Перу Рикардо Гонсалес Вихиль[es] назвал Премию Копе достойной заменой исчезнувших ранее национальных литературных премий страны.

## Происхождение названия
Словом «копэ» (Copé) на языке жителей территории сегодняшнего Пуру называли природный асфальт — субстанцию, которую использовали не только для освещения и отопления помещений, но и для обработки кож, а также при магических обрядах и религиозных церемониях, нанося её особым образом на лицо. Нефтяной государственный концерн Петроперу назвал так свой литературный конкурс, а также издательство («Ediciones Copé»), в котором выходят литературные произведения и эссе, отмеченные Премиями Копэ в различных категориях.

## История
Конкурс был впервые проведен в 1979 году, и изначально проходил только для категории «рассказ» каждые два года. С 1982 года стала проводиться Биеннале поэзии. В XXI веке были добавлены категории «роман» и «эссе», что сопровождалось расширением призового фонда. Таким образом премия стала присуждаться ежегодно, чередуя комбинации категорий «роман и эссе» и «рассказ и поэзия». В течение короткого периода (с 2007 по 2011 год) Премия Копе имела статус международной. Устроители стремились привлечь международное внимание к литературе Перу, но затем вернулись к национальному формату.
Многие лауреаты Премии Копе приобрели широкую национальную и международную известность. Среди них — такие писатели и поэты Иван Тайс, Фернандо Ивасаки, Оскар Кольчадо, Ренато Сандоваль, Луис Фернандо Куэто, Алехандро Нейра.

## Условия
Обязательным условием участия является перуанское гражданство, которого достаточно даже, если автор не проживает на территории страны. Участвовать в конкурсе могут лишь не издававшиеся ранее произведения. Другим базовым условием для участия в этом литературном конкурсе является анонимность авторов-участников. Остальные условия для каждого конкурса, а также списки участников и победителей публикуются на официальном сайте Премии Копэ, в газете «El Comercio» и распространяются в университетах и важных культурных центрах Перу.
Премия присуждается каждые два года. В чётные годы в конкурсе участвуют рассказы и эссе, в нечётные годы — поэзия и романы.

## Жюри
В жюри Премий Копэ входят представители интеллектуальной элиты станы, включая профессуру главных университетов страны (в частности, Университет Сан-Маркос и Папский католический университет Перу), чиновники Министерства Культуры Перу, члены Перуанской академии языка, а также представители концерна Петроперу. Наиболее известными членами этого жюри были поэт Хозе Ватанабе, романист Алонсо Куэто и филолог Луис Хайме Сиснерос.

## Категории и награды
Премия Копэ присуждается в категориях «роман», «рассказ», «поэзия» и «эссе». Призовой фонд Премии Копэ увеличивался со временем. Так в категории «рассказ» (исп. Premio Copé de Cuento) вначале денежное вознаграждение в размере 50 тыс. солей (более 13 тыс. долларов США) получал лишь победитель и лауреат «Золотого Кубка». Начиная с 2018 года, серебряный лауреат также получает денежную преимю — 25 тыс. новых солей, а за третье место (бронза) — 15 тыс.солей. Всем трем лауреатам вручают также кубки (соответственно золото, серебро и бронза), а их рассказы выходят специальными сборниками.
Премия Копэ в категории «поэзия» (исп. Premio Copé de Poesía) присуждается с 1982 года. Победитель получает денежное вознаграждение в размере 35 тыс. солей (более 10 тыс. долларов США), а второе и третье места — по 25 и 15 тыс. солей. Произведения лаутреатов выходят в течение года отдельными изданиями в издательстве Ediciones Copé, где также печатается сборник финалистов конкурса.
Премия Копэ в категории «роман» (исп. Premio Copé de Novela) была введена в 2007 году с призовым фондом 45 тыс. солей (ок. 13 тыс. долларов США). Премия Копэ в категории «эссе» (исп. Premio Copé de Ensayo) была добавлена в 2008 году, и её призовой фонд составляет 50 тыс. солей (более 13 тыс. долларов США).
Публикация также может рассматриваться как вознаграждение. Произведения, удостоенные Премий Копе в категории «роман» и «эссе», выходят отдельными изданиями, в то время как рассказы и поэтические произведения финалистов издаются в виде сборников. Эти издания распространяются по библиотекам страны, а многие впоследствии становятся национальными бестселлерами. Издательство не ставит перед собой коммерческих целей, но на главной книжной ярмарке страны — Международной книжной ярмарке в Лиме на стенде Петроперу ежегодно проходят презентации произведений актуальных победителей Премий Копэ.